# Albendiego
Albendiego település Spanyolországban, Guadalajara tartományban. Albendiego Campisábalos, Prádena de Atienza, Somolinos, Ujados, Condemios de Arriba és Condemios de Abajo községekkel határos. Lakosainak száma 44 fő (2024).

## Népesség
A település lakosságának változását az alábbi diagram mutatja:
| Lakosok száma | 43   | 38   | 39   | 39   | 43   | 39   | 44   | 49   | 45   | 44   |
|               | 2001 | 2004 | 2006 | 2009 | 2011 | 2014 | 2016 | 2019 | 2021 | 2024 |